# Le Casting de l'horreur
Cet article concerne la télé-réalité Scream Queens. Pour le terme générique, voir Scream Queen. Pour la série télévisée, voir Scream Queens (série télévisée).
Pour les articles homonymes, voir Casting, Horreur, Scream et Queen (homonymie).
Le Casting de l'horreur (Scream Queens) est une émission de télé-réalité américaine, diffusée aux États-Unis sur VH1. Cette émission battra le record d'audience aux États-Unis grâce à son prix : un rôle dans un film de la franchise Saw.
En France, elle a été diffusée sur MTV et ses autres chaînes participantes.

## But
10 jeunes femmes (de 20 à 28 ans) ont été choisies pour participer à l'émission Le Casting de l'horreur, le prix à gagner étant un rôle dans le film Saw 6, dans le rôle de Simone, une seule de ses filles arrivera à passer toutes les épreuves pour devenir la future reine de l'horreur et obtenir le rôle dans le film. En attendant, elles sont mises à l'écart dans un manoir-studio. Leur coach, John Homa, est là pour les entrainer à la vie d'actrice. Le réalisateur est James Gunn. Leur motivatrice et aussi membre du jury est Shawnee Smith, vedette de la saga Saw.

## Gagnantes
La gagnante de l'édition 2008 est Tanedra Howard ; jugée « actrice la plus crédible de l'émission » elle a décroché avec deux autres concurrentes un rôle dans le film Saw 6.
La gagnante de l'édition 2010 est Gabby West qui décroche un rôle dans le film Saw 3D : Chapitre final.